# القصيم (جريدة)
القصيم جريدة أسبوعية أصدرها عبد الله العلي الصانع ببريدة، وكان يطبعها في الرياض. صدر عددها الأول يوم الثلاثاء 1 جمادى الثانية 1379هـ (الموافق 1 ديسمبر 1959)، تجارية زراعية ثقافية اجتماعية، أول رئيس تحرير لها علي المسلم ومدير التحرير عثمان شوقي، ثم تعاقب على رئاسة تحريرها عبد الكريم عبد العزيز الجهيمان(1379هـ) ، ثم عبد العزيز العبد الله التويجري.
انتقلت إلى صالح السيلمان العمري. عمل سكرتيراً للتحرير محمد عبد الله المليباري، استمرت أربع سنوات وستة أشهر، وتوقفت في 28-10-1383هـ الموافق 12-03- 1964م. بعد صدور نظام المؤسسات الصحافية.